# Mouriès
Mouriès is een gemeente in het Franse departement Bouches-du-Rhône in de regio Provence-Alpes-Côte d'Azur en maakt deel uit van het arrondissement Arles. De gemeente telde 3.471 inwoners op 1 januari 2022.
Met meer dan 90.000 olijfbomen is deze gemeente de grootste producent van olijfolie van Frankrijk.

## Geografie
De oppervlakte van Mouriès bedraagt 38,35 vierkante kilometer; Op 1 januari 2022 was de bevolkingsdichtheid 90,5 inwoners per km².

De onderstaande kaart toont de ligging van Mouriès met de belangrijkste infrastructuur en aangrenzende gemeenten.

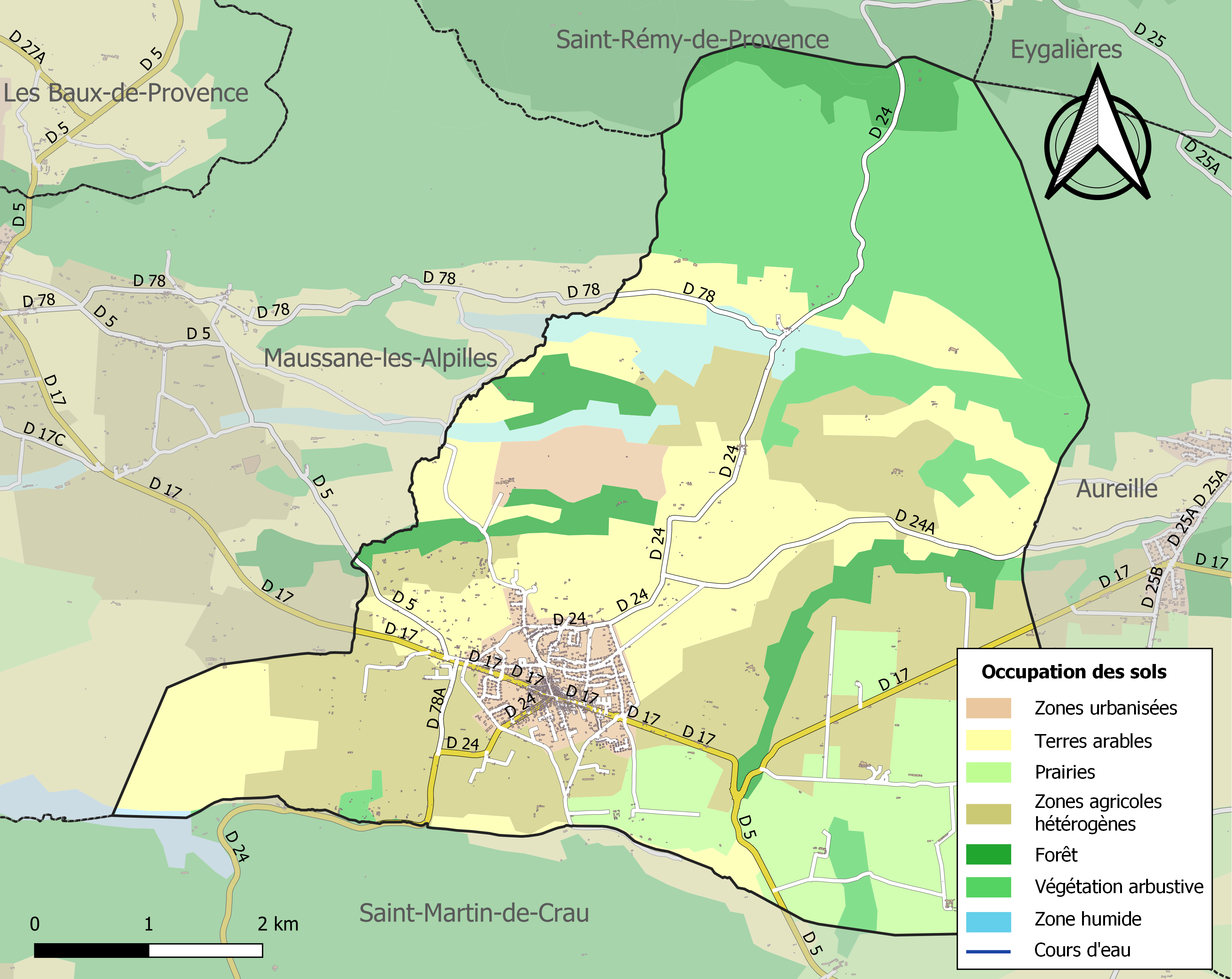

## Demografie
Onderstaande figuur toont het verloop van het inwonertal.
Vanwege een beveiligingsprobleem met de MediaWiki Graph-software is het momenteel niet mogelijk deze grafiek weer te geven. Zodra de software is bijgewerkt zal de grafiek vanzelf weer zichtbaar worden.

### Bekende (ex-)inwoners
- Louise Colet (1810-1876), schrijver
- Charles Aznavour (1924-2018), zanger, is er overleden
- Éric Cantona (1966- ), acteur en voormalig voetballer

## Foto's

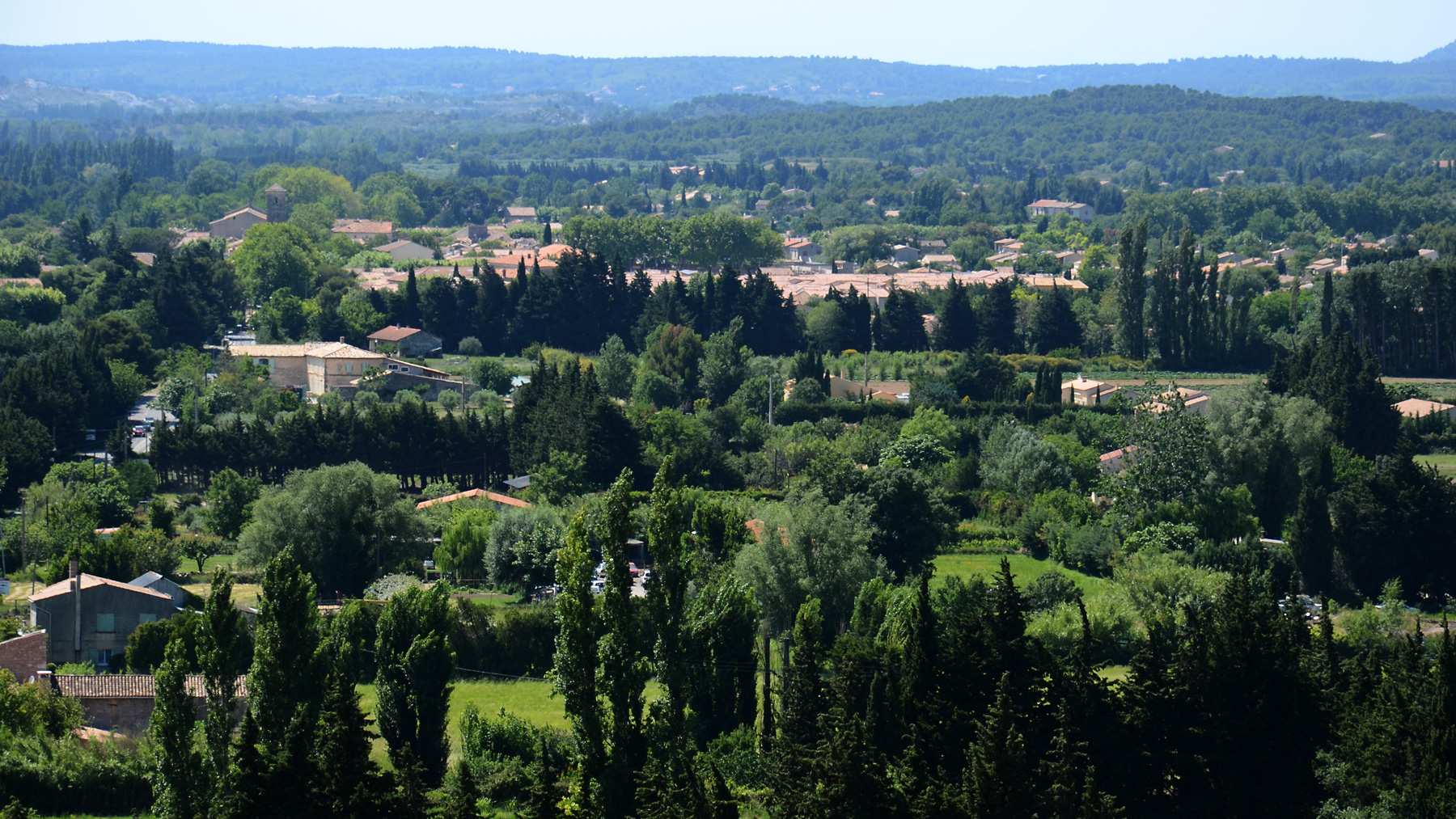
Mouriès
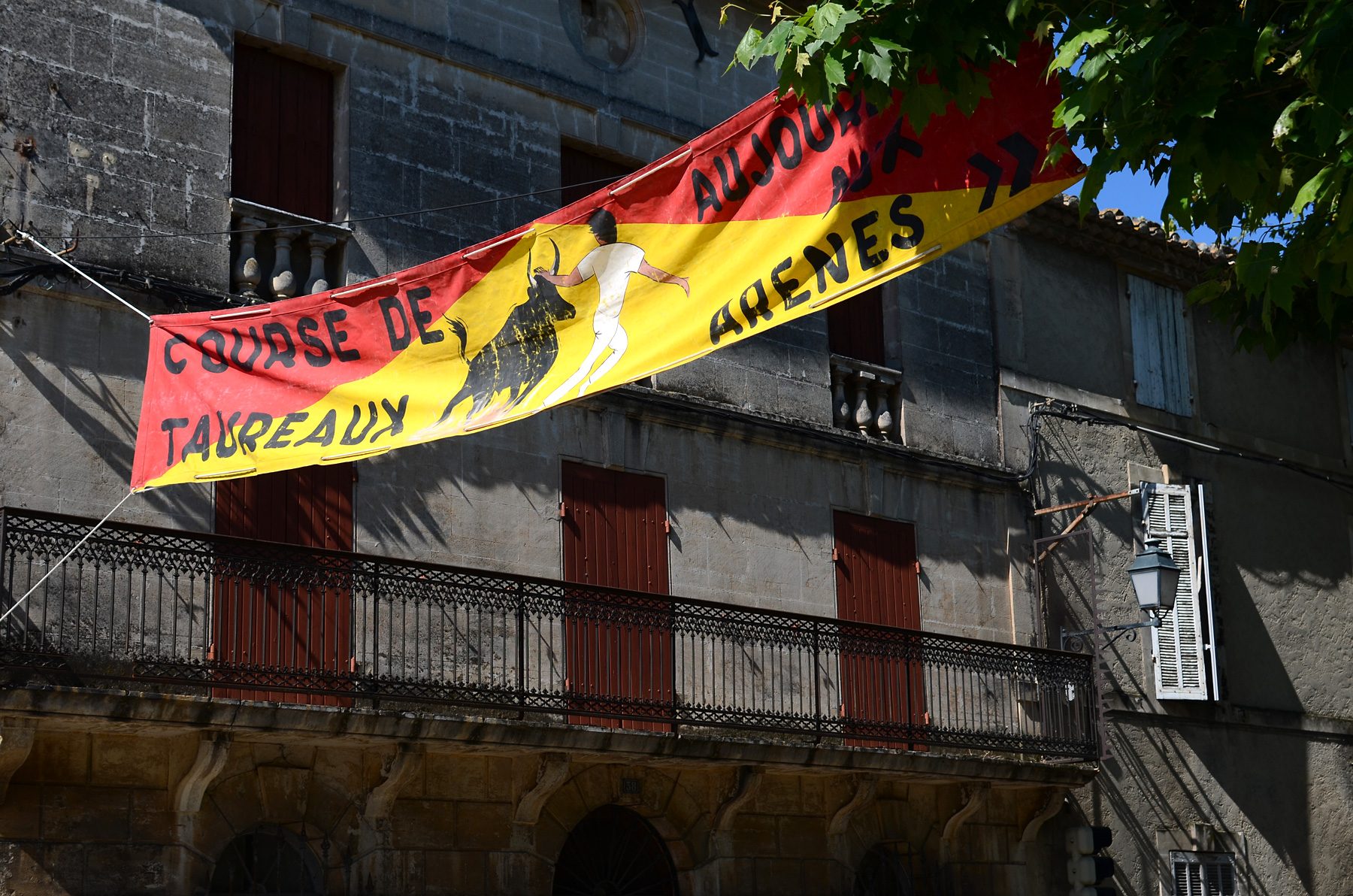
Mouriès, Avenue Pasteur
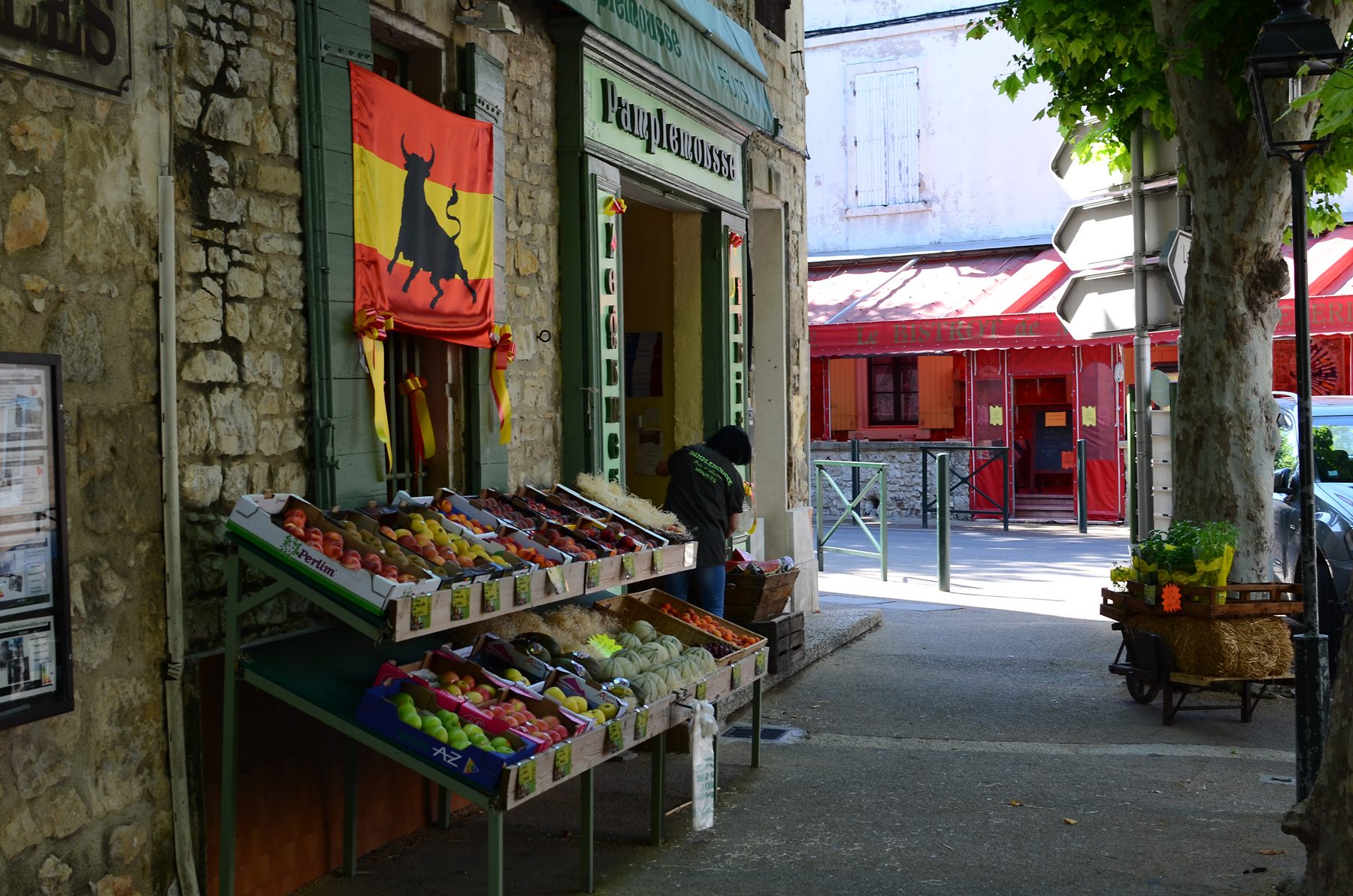
Mouriès, Cours Paul Revoil
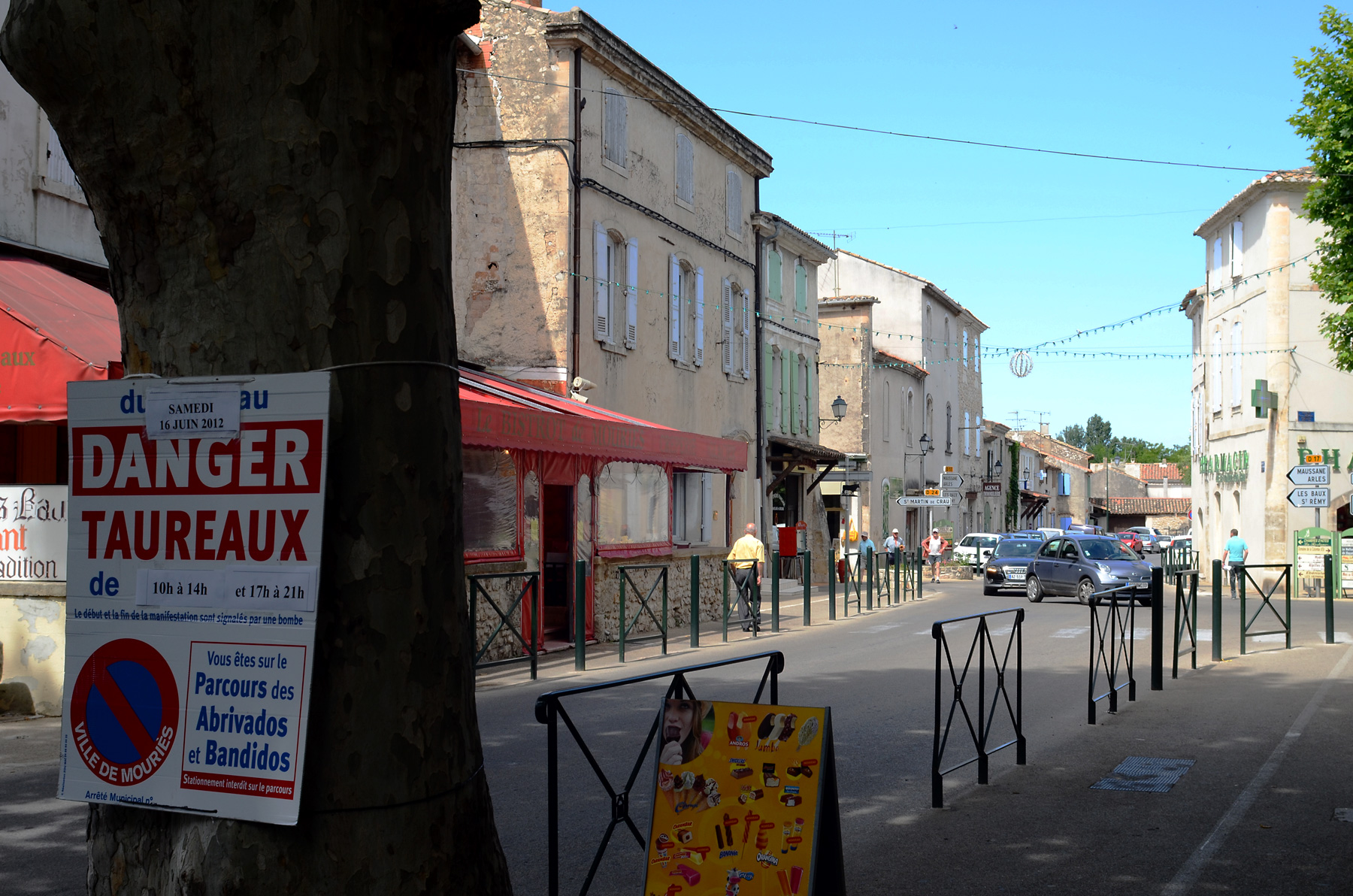
Mouriès, Avenue Pasteur
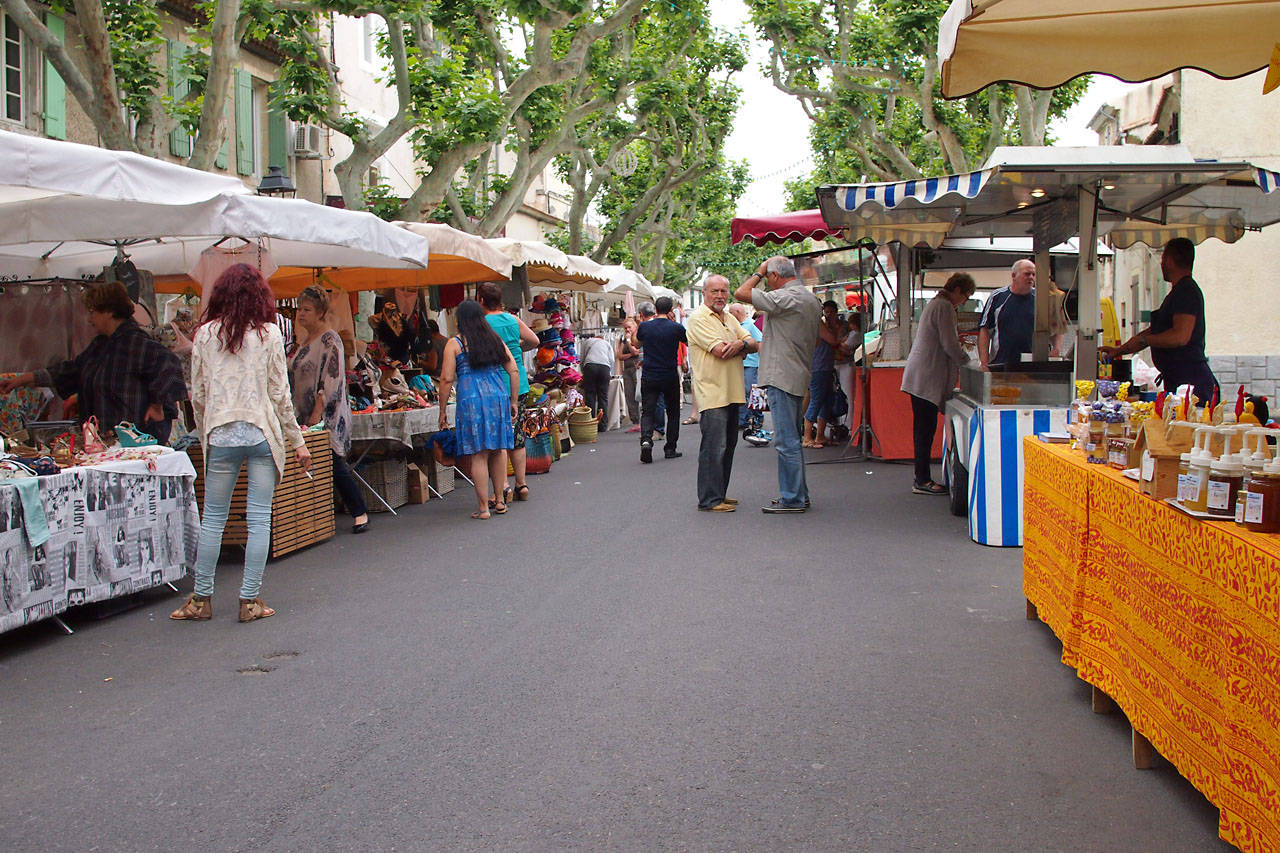
Mouriès, markt, Cours Paul Revoil
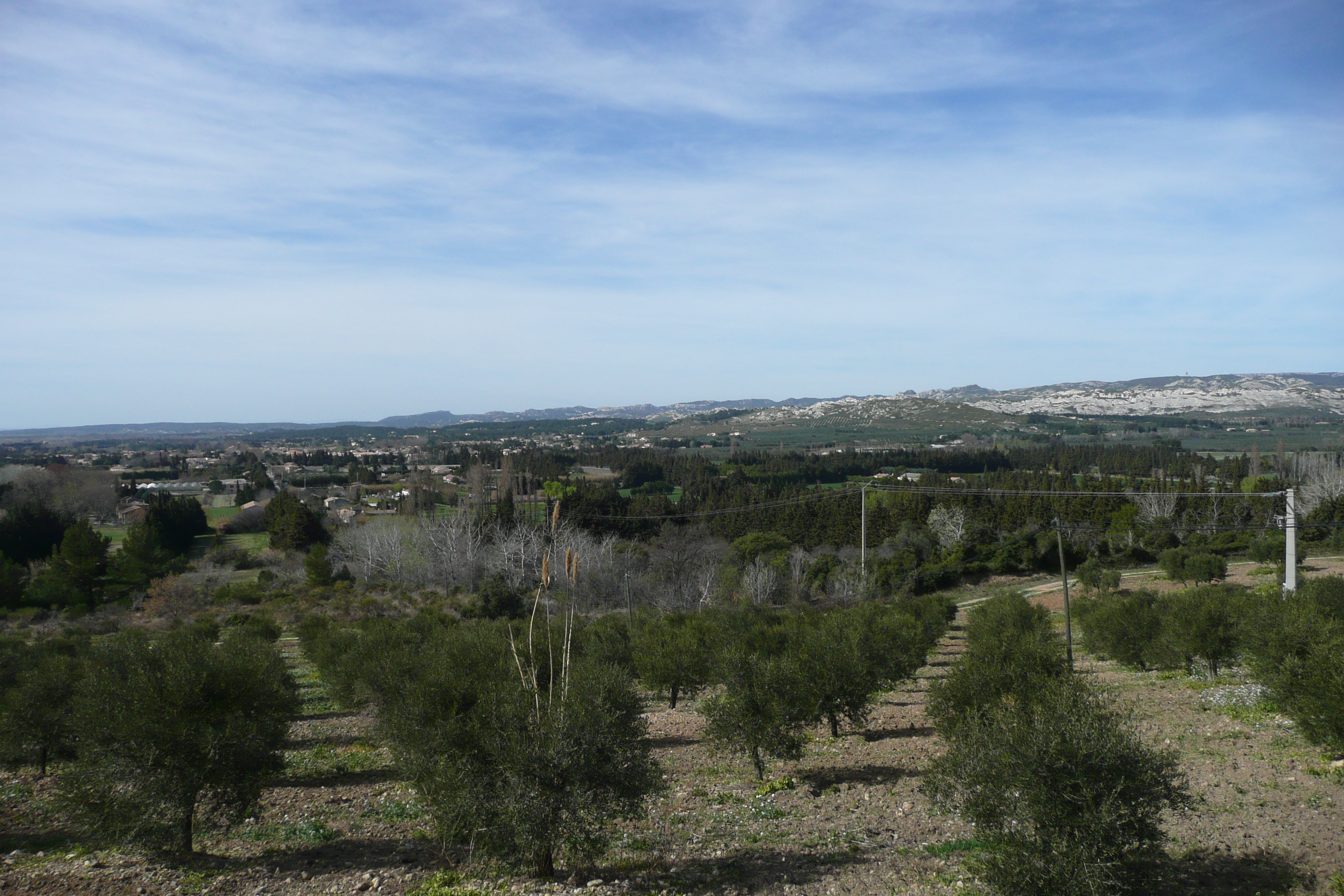
Olijfbomen